# Стальненский сельский совет
Стальненский сельский совет (укр. Стальненська сільська рада, крымскотат. Barın  köy şurası) — согласно законодательству Украины — административно-территориальная единица в Джанкойском районе Автономной Республики Крым, расположенная в восточной части Джанкойского района, в степной зоне полуострова, на побережье Сиваша. Население по переписи 2001 года — 3590 человек.
К 2014 году сельсовет состоял из 8 сёл:

| - Многоводное - Новоконстантиновка - Новопавловка - Новофёдоровка | - Озерки - Прозрачное - Родное - Стальное |

## История
Барынский (немецкий) сельсовет был образован в начале 1920 годов, и по результатам всесоюзной переписи 17 декабря 1926 года включал 9 населённых пунктов с населением 972 человека.
После образования в 1935 году Колайского района (переименованного указом ВС РСФСР № 621/6 от 14 декабря 1944 года в Азовский) сельсовет включили в его состав. Указом Президиума Верховного Совета РСФСР от 21 августа 1945 года Барыньский сельсовет был переименован в Стальновский. С 25 июня 1946 года сельсовет в составе Крымской области РСФСР. 26 апреля 1954 года Крымская область была передана из состава РСФСР в состав УССР. Время упразднения сельсовета пока не установлено: на 15 июня 1960 года село уже в составе Просторненского. Указом Президиума Верховного Совета УССР «Об укрупнении сельских районов Крымской области», от 30 декабря 1962 года Азовский район был упразднён и сёла включили в Джанкойский. 8 февраля 1973 года сельсовет был восстановлен, как Стальненский уже в современном составе. С 12 февраля 1991 года сельсовет в восстановленной Крымской АССР, 26 февраля 1992 года переименованной в Автономную Республику Крым. С 21 марта 2014 года — аннексирован Россией. Законом «Об установлении границ муниципальных образований и статусе муниципальных образований в Республике Крым» от 4 июня 2014 года территория административной единицы была объявлена муниципальным образованием со статусом сельского поселения.